# تمعدن خارجي

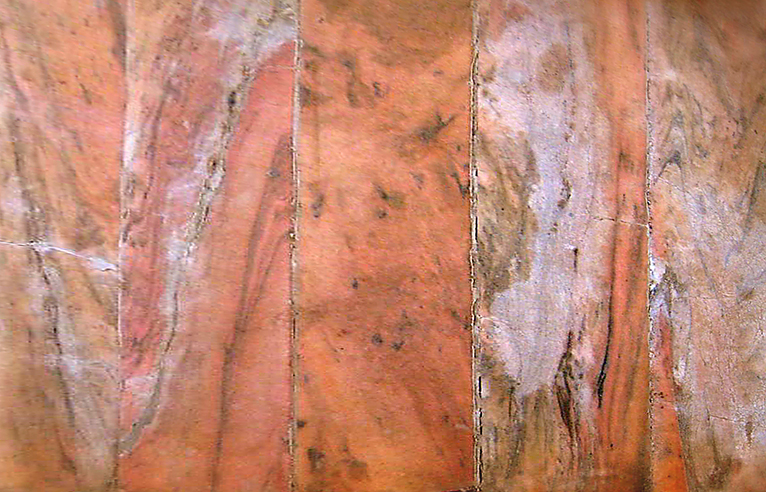
تمعدن خارجي

التمعدن الخارجي هو تعديل المعادن في الصخور بعد التكوين. يحدث هذا التمعدن غالبًا بالقرب من سطح الأرض بسبب التعرض للأكسجين وثاني أكسيد الكربون والماء. التمعدن هو المسؤول عن تكوين المعادن الثانوية في رواسب الخام. 